# Onagadori

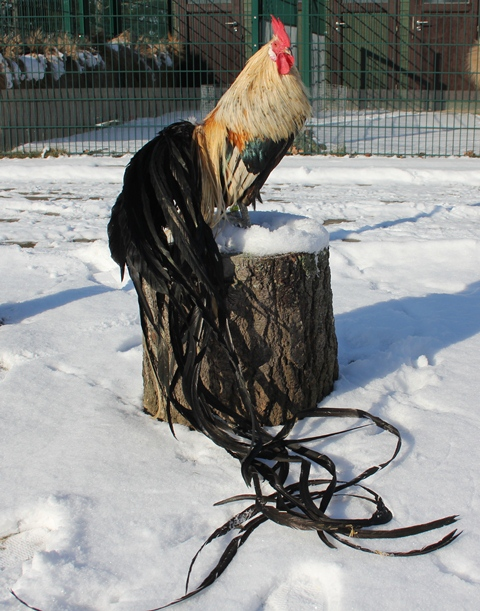
Haan in geelpatrijs

Onagadori (Japans: 尾長鶏) is een kippenras uit de prefectuur Kochi in Japan dat door de aanwezigheid van het Gt-gen de staart- en zadelveren niet of zelden door de rui verliest.

## Onagadori's in Japan
Onagadori´s zijn bekend sinds de Edotijd, toen boeren in het dorp Osasa (in de huidige prefectuur Kochi) begonnen hanen met uiterst lange staarten te fokken. Hoewel het ras in 1923 als nationaal cultuurgoed uitgeroepen werd, verminderde zich het aantal dieren tot negen stuks. Na de Tweede Wereldoorlog werd het ras verder gefokt, waarbij het verboden bleef dieren of eieren uit te voeren.

## Kenmerken
Het opvallendste kenmerk van de onagadori is de extreem lange staart, door de werking van het autosomaal dominante Gt-gen en in mindere mate het recessieve mt-gen. Homozygote dieren met het Gt-gen hebben de maximale staartgroei. Het ras komt voor in patrijs, zilverpatrijs, geelpatrijs en wit. Het heeft een landhoenvorm en is relatief licht van gewicht (de hanen wegen tot 1,8 kg).

## Fokkerij buiten Japan
Reeds voor 1900 werden onagadori's in Europa ingevoerd en ondanks het exportverbod ook weer vanaf de jaren 70 van de twintigste eeuw. Meerdere stammen in Nederland, Duitsland en de Verenigde Staten ontstonden daarbij. Omdat veel stammen aan een genetische zwakte leden, vonden kruisingen met andere rassen, zoals Totenko's, witte leghorns en vooral het Duitse Phoenixhoen plaats.